# Csanádpalota
Csanádpalota là một thành phố thuộc hạt Csongrád, Hungary. Thành phố này có diện tích 77,76 km², dân số năm 2010 là 3012 người, mật độ 39 người/km².